# 大韓民国国防部放送
大韓民国国防部放送（だいかんみんこくこくぼうぶほうそう、英称：Ministry of National Defense Radio、略称：MND Radio）はかつて存在した対北放送の一つ。2013年10月31日付けで放送を休止している。

## 概要
大韓民国国防部放送は、その名の通り大韓民国国防部の編成による対北放送である。
このため、同国防部所属機関である国防弘報院(K-FORCE MEDIA)の、国防FM、国防TV(通称「国軍放送」)等に見られる一連の自国軍人への娯楽提供及び国内一般向公報を目的としたメディアとは、その有り様を異にする。
2010年10月の試験放送を皮切りに2011年3月から不定期で開始した本放送は、同年7月になると定期放送に移行し、
翌2012年の増波を経ての後、以降の形へと移行した。
送信所は大韓民国江原道春川市。
対北放送としては大韓民国国家情報院の手による地下放送とされる「希望のこだま放送」等と同様に、北朝鮮から強力なジャミング(通信妨害)が行われており、送信出力100Kwとも言われるにも関わらず受信には困難が伴う。周波数変更の頻度は高めである。

## 周波数
| 韓国標準時（KST） | 周波数（短波） |
| ----------------- | -------------- |
| 13:00-13:40       | 5150、6360kHz  |
| 14:00-14:40       | 4925、6550kHz  |
| 15:00-15:40       | 5270、6480kHz  |
| 16:00-16:40       | 5290、6435kHz  |
| 19:00-19:40       | 4925、6550kHz  |

※韓国標準時＝UTC+9
- 周波数は2013年2月現在[2]。
- 放送時間毎、男性アナウンサーでの進行、女性アナウンサーでの進行の別がある。